# Цивилна заштита
Цивилна заштита представља организовани одговор државе на различите врсте опасности које угрожавају људе, животиње, имовину, културна добра, животну средину итд. Она се организује, спроводи и припрема у мирнодопским и ратним условима. Цивилна заштита обухвата планирање (организовање) и спровођење мера и активности, њихов надзор и финансирање, обучавање и оспособљавање људства, међународну сарадњу итд. Мере и активности цивилне заштите имају за циљ заштиту и спасавање од елементарних непогода геолошког и метеоролошког карактера (земљотреси, одрони, клизишта, јаки ветрови, град, магла, суша, мећава), техничко-технолошких катастрофа (јонизујуће зрачење, хемијска контаминација, пожари, саобраћајне несреће, несреће на раду), последица терористичких напада, ратних и других великих несрећа. Све ово се спроводи у складу са националним и међународним законима, начелима хуманитарног права и ратификованим конвенцијама и декларацијама.

## Задаци
Основни задаци система цивилне заштите су:
- програмирање и планирање мера и активности за спасавање и заштиту,
- упозорење на несреће,
- заштита,
- помоћ,
- рехабилитација,
- организовање, опремање и оспособљавање за заштиту и спасавање јединица цивилне заштите, државних органа, фирми и других субјеката,
- сарадња са другим државама у пружању неопходне помоћи.

## Мере
Мере цивилне заштите су:
- узбуњивање,
- евакуација,
- склањање људи, животиња и имовине,
- збрињавање повређених и угрожених лица,
- заштита од зрачења, хемијских и биолошких загађења,
- заштита од поплава, на води и под водом,
- заштита од пожара и експлозија,
- заштита од неексплодираних убојитих средстава (као што су бомбе и гранате),
- прва медицинска помоћ,
- асанација терена,
- очување разних добара од општег интереса,
- успостављање свих служби од јавног интереса итд.